# Anna Sage
Anna Sage, de son vrai nom Ana Cumpănaș, surnommée Woman in Red (« La femme en rouge »), est une prostituée roumaine d'origine austro-hongroise et propriétaire de bordels dans les villes américaines de Chicago (Illinois) et de Gary (Indiana).
Elle est connue pour avoir aidé le Federal Bureau of Investigation (FBI) à traquer le gangster John Dillinger.

## Biographie
Ana Cumpănaș était originaire de Comloșu Mare, un village dans le Banat (qui faisait alors partie de l’Autriche-Hongrie, aujourd'hui dans le județ de Timiș, en Roumanie). Elle a épousé Michael Chiolak en 1909, et le couple s’installe aux États-Unis à East Chicago (Indiana) soit la même année, en 1914, ou en 1919.
Ils eurent un fils, Steve Chiolak, en 1911, mais leur mariage ne dura pas et à la fin de la décennie elle travaillait comme prostituée. Elle devint une « Madame » (tenancière de maison close). Son premier bordel était situé à East Chicago et en 1923, elle en ouvrit un second à Gary (Indiana).
Elle se maria au procureur Alexandru Suciu, et ils se servirent de Sage comme nom de famille, (anglicisation de Suciu qui avait la préférence des Services de l'Immigration). En 1923 ou 1924, Cumpănaș-Sage rendit visite à sa mère en Roumanie, rentrant à bord du RMS Majestic.
Des frictions entre son mari et son fils conduisirent à la dissolution du mariage, et Ana quitta Alexandru en 1932. Un an plus tard, elle ouvre un bordel sur Halsted Street à Chicago. En 1934, Ana Cumpănaș était menacé d’expulsion vers la Roumanie, les autorités la considérant comme une « étrangère de basse moralité ».
Le 4 juillet 1934, John Dillinger commence à fréquenter Ana et son cercle d’amis. Ana Cumpănaș aurait été proche de Polly Hamilton, qui était l'amante de Dillinger. Lorsqu'elle apprit la véritable identité de Dillinger, elle décida de le trahir afin d'obtenir une carte de résident permanent aux États-Unis,,. De plus, selon la rumeur, Dillinger avait tué deux officiers de police de Chicago le 24 mai de cette année-là, et une énorme récompense avait été offerte pour sa capture.
Le 22 juillet, après avoir pris contact avec le FBI par le biais de la police de Chicago, Cumpănaș désigna Dillinger à l'agent du FBI, Melvin Purvis, provoquant la mort de Dillinger devant le Biograph Theater à Chicago où il était venu voir L'ennemi public n°1, un film de gangster, avec l'actrice Myrna Loy dont il était fou amoureux et qu'il voulait rencontrer, et Clark Gable, son acteur favori,,,,,. Obsédé par son intention de guetter le passage de Myrna Loy à Chicago afin de l'entraîner dans un de ses repaires secrets pour coucher avec elle, le gangster baissa sa garde,,. En dépit de son surnom et de sa prétendue promesse de porter le rouge comme marque distinctive, Ana Cumpănaș aurait en fait porté du orange cette nuit-là,.
Le FBI a déplacé Ana Cumpănaș d'abord à Détroit (Michigan) puis en Californie. Elle a reçu une récompense de 5 000 dollars, soit la moitié de ce qui lui aurait été promis. En 1935, elle informa les journalistes de l’accord sur son maintien dans le pays, mais la procédure d’expulsion avait déjà commencé. Le FBI lui aurait dit qu'ils ne pourraient pas arrêter les procédures en raison de la bureaucratie ou de la mauvaise communication entre les branches du gouvernement fédéral. Elle fit appel de la décision d'expulsion et sa cause fut entendue à Chicago le 16 octobre 1935. En janvier 1936, le tribunal donna son accord à la juridiction inférieure et Ana Cumpănaș fut expulsée vers Timișoara, en Roumanie, la même année. 
Cherchant à éviter toute nouvelle publicité, elle y vécut jusqu'à sa mort d'une maladie du foie en 1947,.
Connue comme étant « La femme en rouge », Ana Cumpănaș atteignit le statut d'icône culturelle aux États-Unis, plusieurs années après la mort de John Dillinger. Selon une croyance populaire, reprise par  de nombreux journaux qui évoquèrent le rôle d'Ana Cumpănaș, la passion du gangster pour les femmes aurait été la cause de sa perte. La nuit de la mort de John Dillinger, un inconnu écrivit sur la chaussée jouxtant le Biograph Theater, une épitaphe en forme de poème :
« Étranger, arrête-toi et souhaite-moi le meilleur. Juste une prière pour mon âme en enfer. J'étais une bonne personne, beaucoup de personnes l'ont dit. Trahi par une femme toute vêtue de rouge ».